# O Sonho de Wadjda
O Sonho de Wadjda (Wadjda; em árabe: وجدة) é um filme teuto-saudita dirigido por Haifaa al-Mansour em 2012.
É o primeiro longa-metragem saudita dirigido por uma mulher.

## Sinopse
O filme conta a história de Wadjta, uma menina que, mesmo sendo criada na doutrina muçulmana, tem um jeito de pensar e agir diferente do das outras meninas de sua idade. Ela sonha ter uma bicicleta para brincar com seu amigo Abdallah, porém, em sua cultura, meninas não andam de bicicleta e muito menos com meninos. Wadjta não desiste e, para juntar dinheiro, faz pequenos trabalhos artesanais e até participa de um concurso. Enquanto isso, enfrenta problemas na escola e em casa.

## Elenco
- Waad Mohammed: Wadjta, estudante, sonhadora e dedicada
- Reem Abdullah: mãe de Wadjta, culpa-se por não ter tido um filho homem como queria o marido
- Abdullrahman Al Gohani: Abdallah, amigo de Wadjta
- Ahd: Hussa, diretora da escola, rígida e inflexível
- Sultan Al Assaf: o pai de Wadjta, ausente, deseja casar-se com outra mulher para ter um filho homem